# فان بينغبينغ

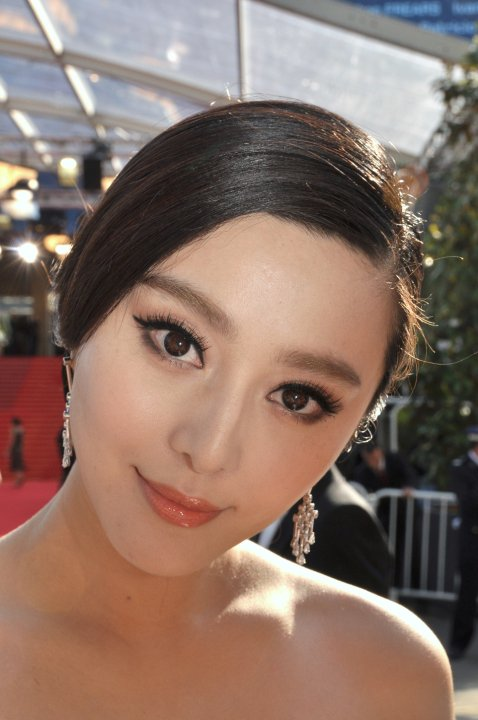
بينغبينغ في مهرجان كان السينمائي في 2011

فان بينغبينغ (بالصينية: 范冰冰) و (بالصينية: 范冰冰) هي مغنية ومذيعة وممثلة صينية ولدت في يوم 16 سبتمبر 1981 في مدينة تشينغداو في الصين تعتبر واحدة من أفضل المغنيات في الصين في السنوات الأخيرة، إلى جانب ذلك فقط مثلت في عدة أفلام منها طريقي في 2011 و رجال-إكس: أيام المستقبل الماضي في 2014.

## روابط خارجية
- فان بينغبينغ على موقع IMDb (الإنجليزية)
- فان بينغبينغ على موقع ميتاكريتيك (الإنجليزية)
- فان بينغبينغ على موقع قاعدة بيانات الأفلام العربية
- فان بينغبينغ على موقع ألو سيني (الفرنسية)
- فان بينغبينغ على موقع ميوزك برينز (الإنجليزية)
- فان بينغبينغ على موقع أول موفي (الإنجليزية)
- فان بينغبينغ على موقع قاعدة بيانات الأفلام السويدية (السويدية)
- فان بينغبينغ على موقع قاعدة بيانات الفيلم (الإنجليزية)
- فان بينغبينغ على موقع كينوبويسك (الروسية)